# Municipio de Harvard
El municipio de Harvard (en inglés: Harvard Township) es un municipio ubicado en el condado de Clay en el estado estadounidense de Nebraska. En el año 2010 tenía una población de 1145 habitantes y una densidad poblacional de 12,41 personas por km².

## Geografía
El municipio de Harvard se encuentra ubicado en las coordenadas 40°39′44″N 98°6′15″O / 40.66222, -98.10417. Según la Oficina del Censo de los Estados Unidos, el municipio tiene una superficie total de 92.25 km², de la cual 92,04 km² corresponden a tierra firme y (0,22 %) 0,21 km² es agua.

## Demografía
Según el censo de 2010, había 1145 personas residiendo en el municipio de Harvard. La densidad de población era de 12,41 hab./km². De los 1145 habitantes, el municipio de Harvard estaba compuesto por el 80,52 % blancos, el 0,17 % eran afroamericanos, el 0,52 % eran amerindios, el 0,26 % eran asiáticos, el 14,76 % eran de otras razas y el 3,76 % eran de una mezcla de razas. Del total de la población el 21,83 % eran hispanos o latinos de cualquier raza.